# 47 rōnin

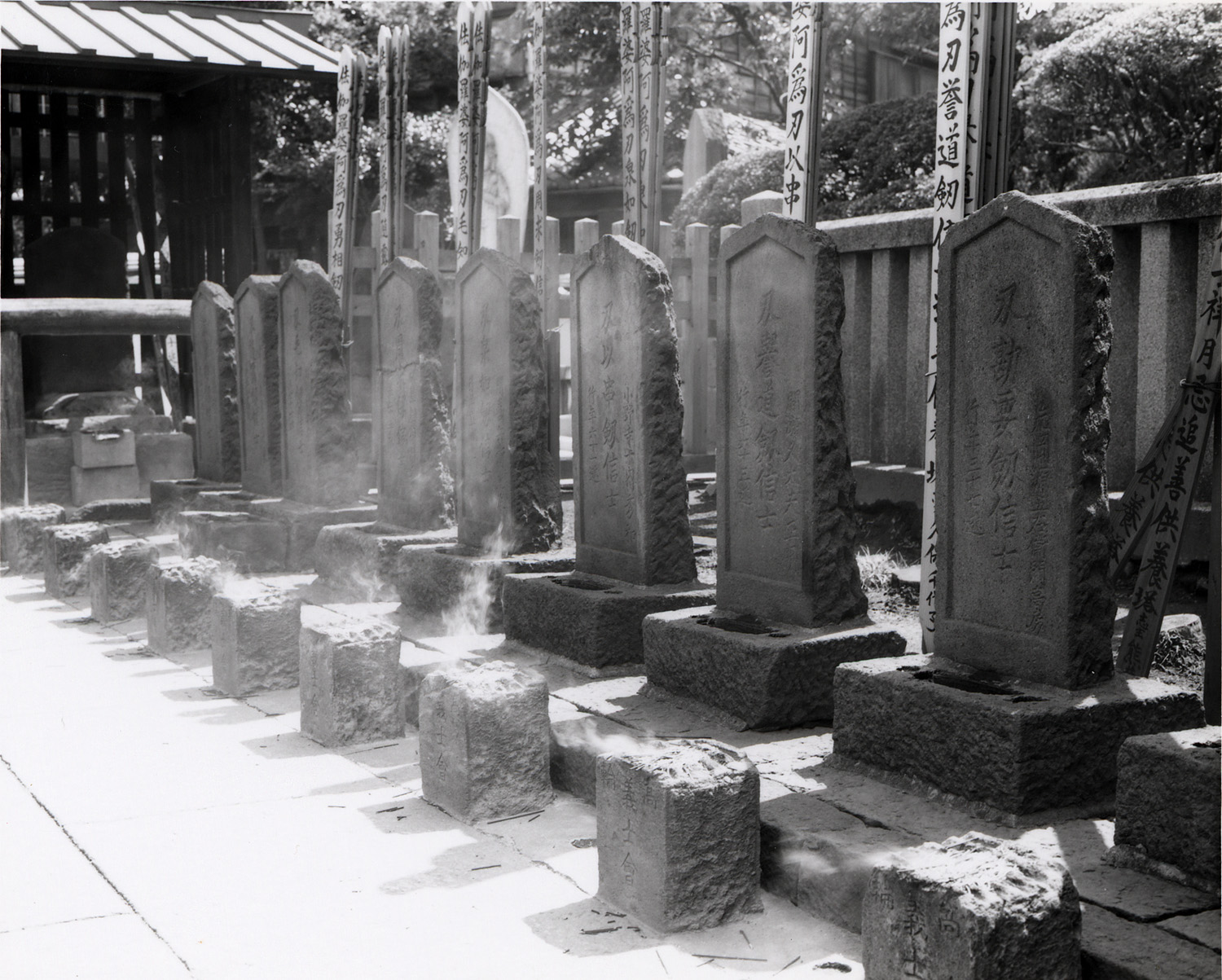
Lápidas de los 47 rōnin.

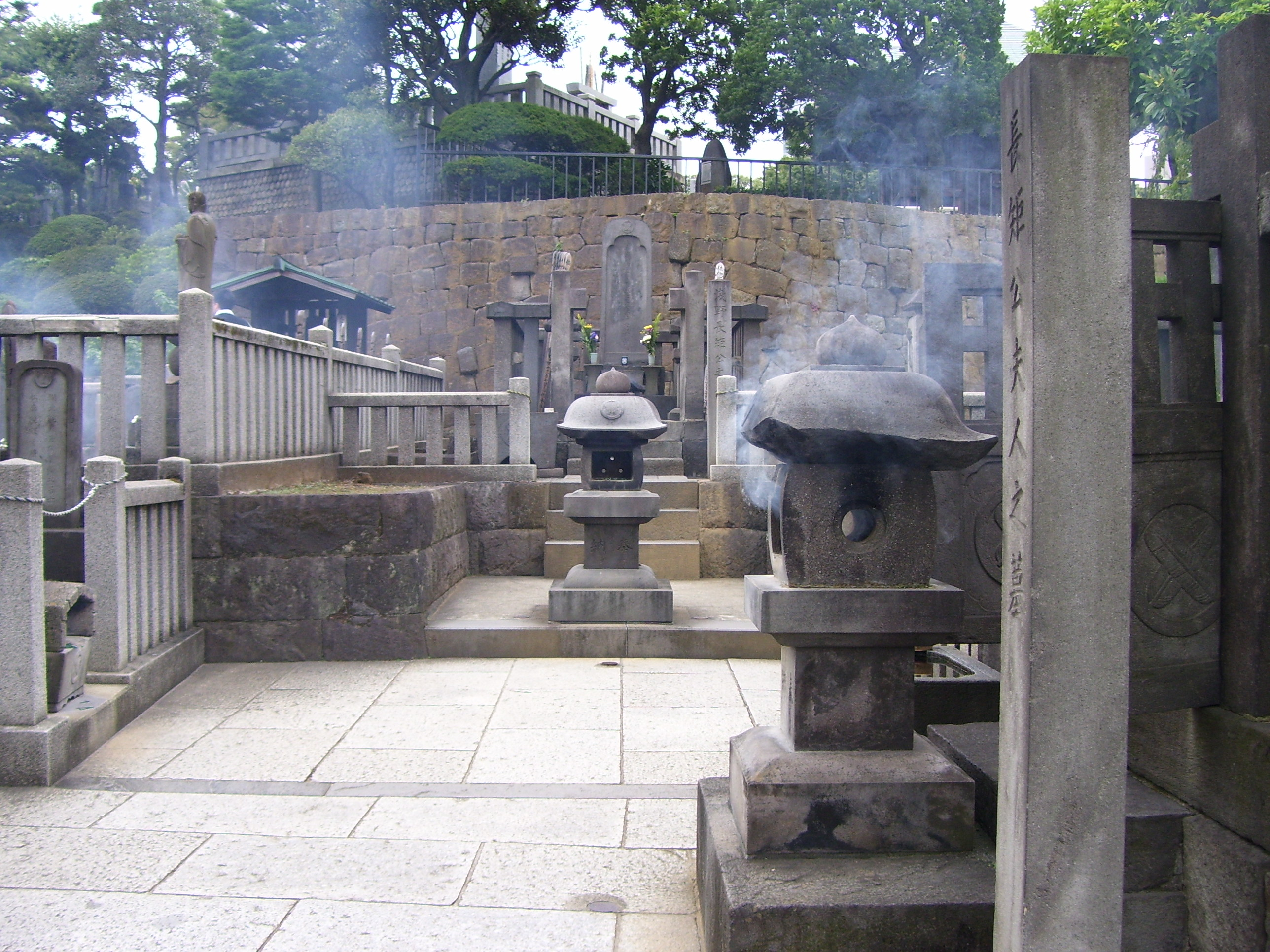
Lápidas de los rōnin en la actualidad.

La leyenda de los 47 rōnin (四十七士 Shi-jū Shichi-shi?, Yon-jū Nana-shi), también conocida como el incidente de Akō (赤穂浪士, Akō rōshi?) o los acontecimientos de Genroku Akō (元禄赤穂事件 Genroku akō jiken?), es un evento histórico semilegendario del Japón antiguo, considerado como leyenda nacional en ese país por varios estudiosos.
Este hecho se desarrolló aproximadamente entre 1701 y 1703 y es la leyenda más famosa que ejemplifica el código de honor samurái, el bushidō. A pesar de ello, el Hagakure, libro donde se describe dicho código, no se escribió hasta unos años después. 
Cuenta la historia que un grupo de samurái se vieron obligados a convertirse en rōnin (浪人?) (samurái sin señor), después de que su daimyō (señor feudal) Asano Naganori se viera obligado a cometer el seppuku (ritual de suicidio), por haber agredido a un alto funcionario del gobierno llamado Kira Yoshihisa (con título Kōzuke no suke, 上野介) en el Castillo Edo gran mansión del Shōgun Tokugawa Tsunayoshi. Los vasallos, muerto su señor, idearon un plan para vengarlo, el cual consistía en asesinar principalmente a Kira Yoshihisa. Pero Kira, sospechando un plan para acabar con su vida, contrató guardias. Así, para que este bajara la guardia, tuvieron que esperar aproximadamente un año y medio. Cuando llegó el día y la hora acordados, de todos los vasallos del clan solo acudieron 47. Pero no se arredraron, asaltaron la casa de Kira, lo mataron y llevaron su cabeza al templo Sengaku, donde estaba enterrado su señor. Y después de presentarla delante de su tumba y rezar, se entregaron a las autoridades, que los sentenciaron a cometer seppuku. Esta historia se extendió como la pólvora por todos los rincones del país del sol naciente, y en todas partes todos se admiraron de la lealtad, sacrificio y perseverancia de los vasallos leales, en un tiempo en el que las guerras y los hechos violentos en general eran cosa del pasado. La popularidad de la mítica historia aumentó aún más debido a la rápida modernización ocurrida durante la era Meiji, cuando muchas personas en aquel país anhelaban un regreso a sus raíces culturales.

## La historia de los 47rōnin
Estos relatos no son de ficción, ni tampoco existe ninguna duda de que algo sucedió realmente en Genroku. Durante muchos años, la versión de los hechos fue narrada por Tales of Old Japan y se consideraron auténticos. La secuencia de los acontecimientos y los personajes de esta narración se presentaron a una amplia lectura popular en Occidente. 
Tales of Old Japan invitó a sus lectores a construir su historia de los cuarenta y siete rōnin como históricamente precisa, y al mismo tiempo Tales of Old Japan a lo largo de la historia ha sido considerado un estándar de trabajo; algunos de sus detalles precisos están ahora cuestionados. Sin embargo, incluso con posibles defectos, el trabajo de Tales of Old Japan sigue siendo el punto de partida para realizar un estudio más a fondo.
La historia de los 47 rōnin es una de las más celebradas en la historia samurái. Esto se debió más que todo a que ocurrió en un tiempo en que la clase samurái luchaba por tener un sentido en sí misma, pues eran guerreros sin batallas que luchar, una clase social sin función.

## Génesis de una tragedia
Las enseñanzas de Yamaga Soko, un teórico influyente que escribió un número de importantes trabajos sobre el espíritu guerrero y lo que significaba para el samurái, inspiraron a un cierto Oishi Kuranosuke Yoshio, un samurái y servidor de Asano Takumi No Kami Naganori, que gobernaba una rama poderosa de su familia. 

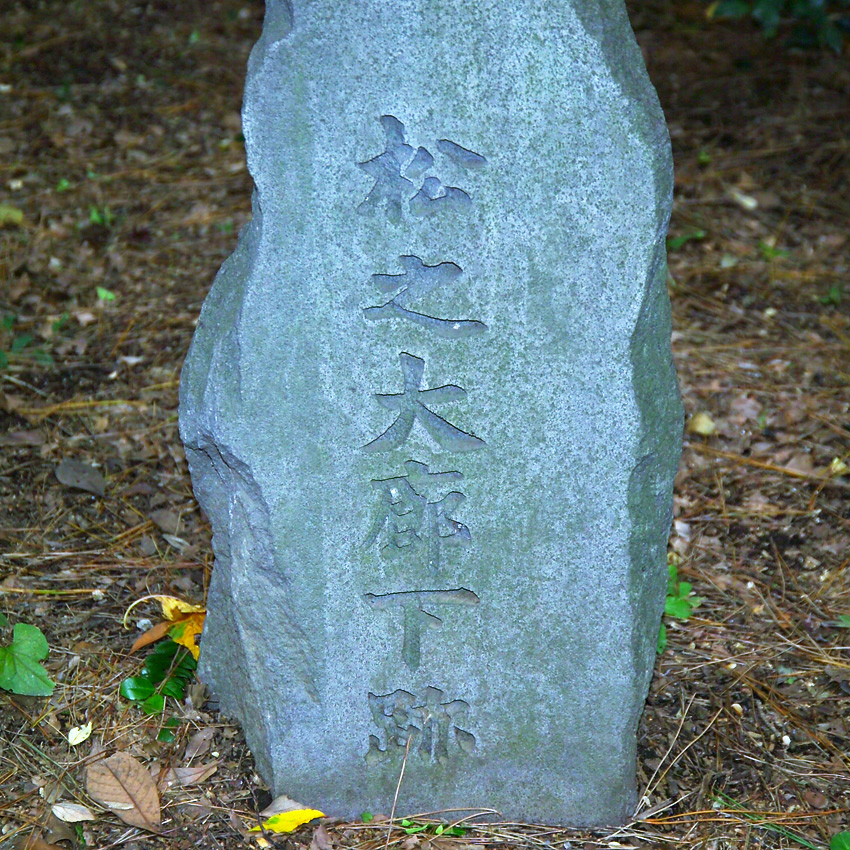
Matsu no Ōrōka, el Corredor de los Pinos, en el Castillo de Edo, Lugar donde Asano atacó a Kira.

Sucedió que Asano fue escogido por el shōgun Tokugawa Tsunayoshi para ser uno de los daimyō cuyo deber era el de entretener a los enviados de la Familia Imperial. Para ayudarlo en su nuevo deber, el maestro de protocolo de mayor rango en el bakufu, Kira Kozukenosuke Yoshinaka, fue asignado a instruirle en asuntos de etiqueta. Kira, al parecer, era alguien difícil y esperaba que Asano le compensase con una gran suma de dinero por ayudarle con el “problema”, pero Asano consideraba su ayuda simplemente como su deber. Ambos se disgustaban mutuamente, y Kira intentaba por todos los medios humillar a su discípulo. Finalmente, la situación explotó en el palacio del shōgun; Kira insultó a Asano una vez más y este, enfurecido, desenvainó su nihontō y la blandió contra él. Kira sólo resultó ligeramente herido y Asano fue prontamente puesto bajo arresto.
Atacar a otro con furia iba contra la ley; hacerlo en el palacio del shōgun era impensable. Asano hizo poco esfuerzo por defenderse durante el interrogatorio, excepto decir que no guardaba rencor al shōgun y que sólo lamentaba no haber matado a Kira.
Después de que los o-metsuke terminasen su investigación sobre el asunto, el shōgun emitió una sentencia de muerte contra Asano, ordenándole cometer el harakiri. El shōgun decretó que sus ingresos de 50 000 koku donde Ako en Harima debía  ser confiscado y que su hermano Daigaku debía ser puesto bajo arresto domiciliario.

## La venganza de losrōnin

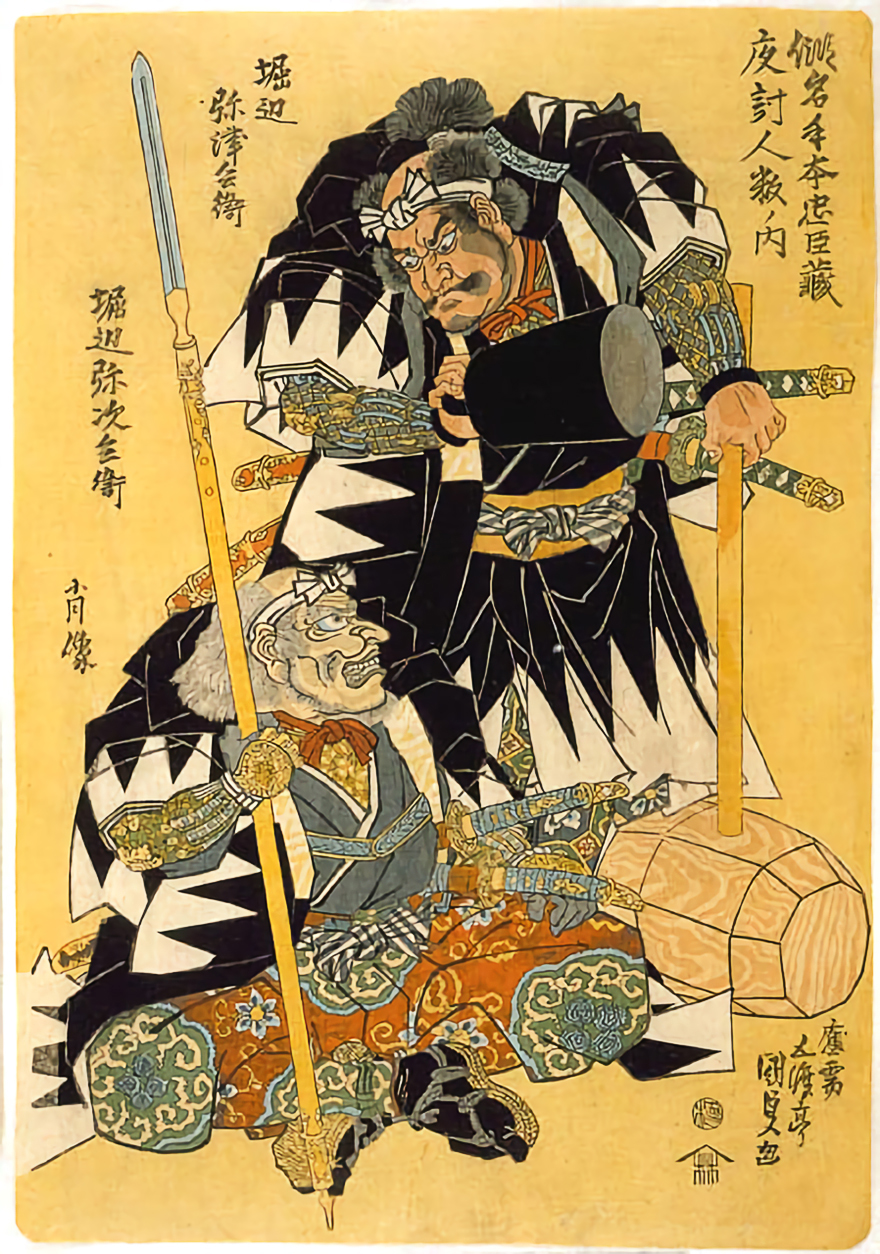
Dos de los cuarenta y siete rōnin: Horibe Yahei y su hijo adoptivo, Horibe Yasubei.

Cuando las noticias del desafortunado hecho llegaron al castillo de Asano, sus servidores se alteraron y discutieron acaloradamente acerca de lo que debían hacer. Todos ellos se reunieron para discutir la venganza del asesinato de su maestro por Kira, a pesar de que sabían que serían severamente castigados por ello. A pesar de esto, los ahora rōnin hicieron un juramento secreto para vengar la muerte de su maestro. Unos propusieron renunciar y convertirse en rōnin, mientras que otros deseaban defender el castillo y enfrentarse al gobierno. Oishi Kuranosuke sugirió abandonar el castillo en paz y pelear por la familia Asano mientras que al mismo tiempo preparaban la venganza contra Kira, y esta opinión prevaleció. 
Una banda de servidores de Asano, ahora rōnin, planearon un cuidadoso plan para la venganza. Kira, esperando represalias, incrementó su guardia personal. El plan de Oishi era esperar a que su presa se confiara con el tiempo, mientras él esperaba el momento justo. Para este fin, los rōnin escondieron muchas armas y armaduras en diferentes y diversos lugares, tomando trabajos menores; otros, como el mismo Oishi, pretendieron perder interés por su futuro.
Sin embargo, Kira estaba bien vigilado, y su residencia se había fortificado, para evitar un acontecimiento de ese tipo. Ellos vieron que tendrían que ponerlo «fuera de su guardia» antes de que pudieran tener éxito. Para acallar las sospechas de Kira y otras autoridades, se dispersaron y se convirtieron en comerciantes y monjes. 
Ōishi asumió él mismo la residencia de Kioto, y comenzó a frecuentar los burdeles y tabernas, como si nada fuera más lejos de su mente que la venganza, incluso abandonó a su esposa, se divorció de ella en el acto, y la envió lejos con sus dos niños más pequeños. En el lugar de su esposa, compró una bonita y joven concubina. A pesar de esto, Kira todavía temía una trampa, y envió espías para observar a los ex sirvientes de Asano.
Un día, Ōishi regresó borracho, tanto que cayó en la calle dormido, y todos los que pasaban se rieron de él. Un hombre de Satsuma, pasando por aquel camino, se enfureció por este comportamiento por parte de un ex-samurái tanto por su falta de valor para vengar a su maestro, así como su comportamiento actual. El hombre de Satsuma le insultó y abusó de él, y le pateó en la cara (tocar el rostro de un samurái era un gran insulto), y escupió sobre él.
Los espías de Kira informaron que los sirvientes Asano eran todos unos samuráis mal hechos, sin el valor de vengar a su maestro, y deberían ser inofensivos; Kira llegó a la conclusión de que estaba a salvo de los sirvientes de Asano y luego dejó de estar alerta y relajó a sus guardias.
El resto de los fieles vasallos ahora reunidos en Edo, y, en su papel de trabajadores y comerciantes, consiguieron acceder a la casa de Kira, familiarizarse con el diseño de la casa, y el carácter de todos dentro. Uno de los vasallos de Asano (Kinemon Kanehide Okano) llegó a casarse con la hija del constructor de la casa, para obtener los planos. Todo esto se informó a Ōishi. Otros se reunieron en secreto, consiguieron armas y las transportaron a Edo.

## El ataque

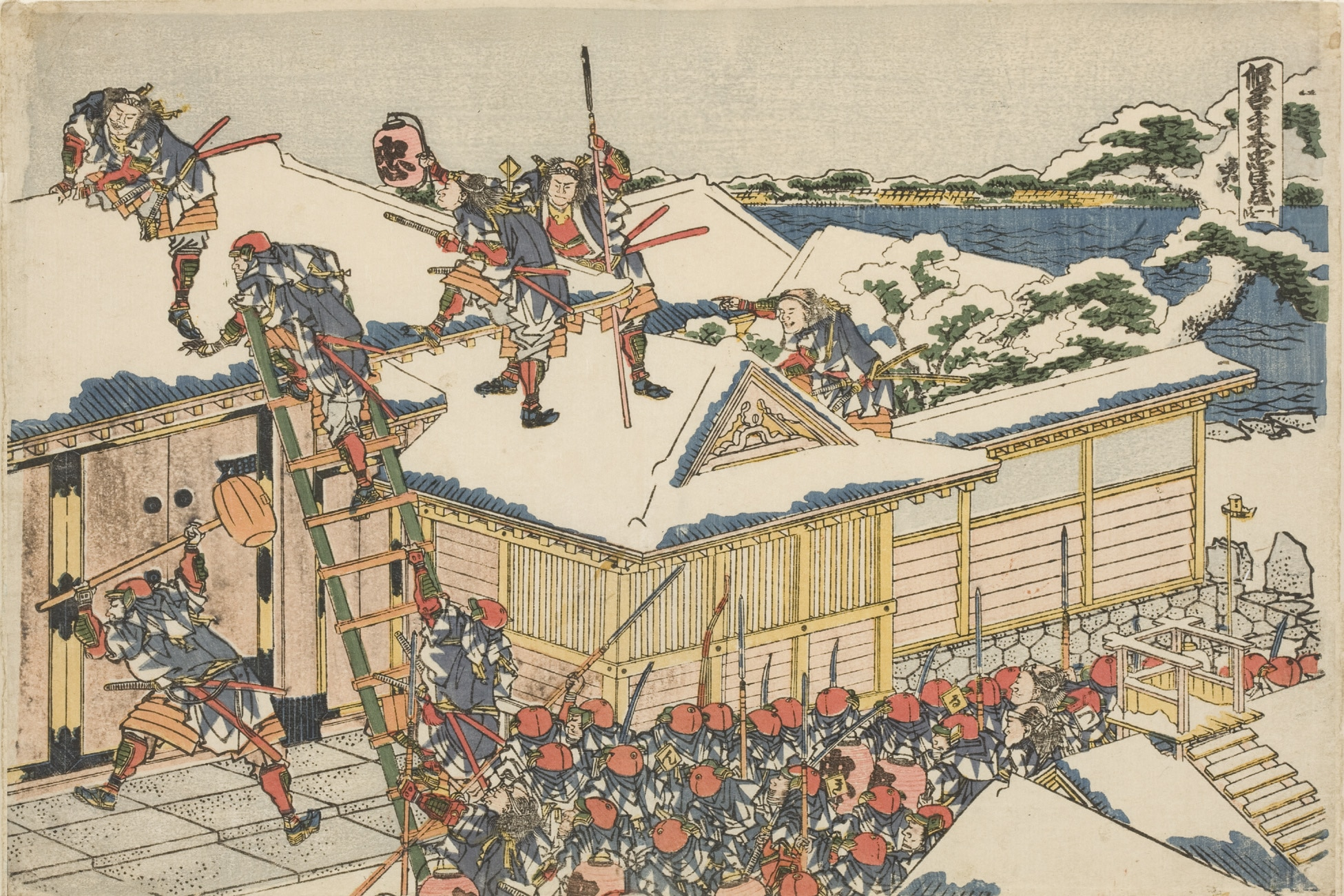
Ataque ronin a la mansión de Kira, entrando por la fachada principal.

No hay necesidad de decir que Kira dudó de su situación de peligro y en un año bajó su guardia. Fue en este punto en el que los rōnin atacaron. Cuarenta y siete de ellos se reunieron el decimocuarto día del duodécimo mes de 1702 y después de armarse, comenzaron con su venganza esa misma noche. Una vez en la mansión de Kira en Edo, se dividieron en dos grupos, uno atacó por vanguardia y otro por retaguardia. Muchos de los hombres de Kira fueron heridos o asesinados puesto que fueron tomados por sorpresa, mas opusieron buena resistencia (uno de los rōnin murió aquí). Kira fue encontrado fuera de la casa y presentado ante Oishi, quien le dio oportunidad de cometer seppuku. Como no respondió, Oishi lo decapitó con la misma daga con la que Asano cometió seppuku. La cabeza fue envuelta, atada a una pica y llevada al templo Sengakuji, donde estaba enterrado Asano. Después de lavarla en un pozo cercano y presentarla al espíritu de su amo, se entregaron.

## Las secuelas
Setecientos soldados fueron por ellos a Sengakuji; el señor Sengoku los trató muy bien, los alimentó y dio donde descansar. Araki le comentó después de unos días a Oishi: “la gente está a tu favor, por eso se ha retrasado su sentencia. El shōgun está enterado de que obedecieron y que no se habían comportado como criminales comunes, ya incluso hay un kabuki de ustedes. Ya son héroes famosos”. El 4 de febrero de 1703, después de 47 días llegó su sentencia: Se les concedía el gran honor de morir por seppuku (ritual de suicidio con honor) y no morir como criminales. Oishi avisó de que lo harían por grados y pidió que su hijo Chisaka fuera el primero. Los 46 rōnin que murieron por seppuku están enterrados juntos en Sengakuji, Terasaka Kichiemon fue perdonado y después sepultado junto a Sanpei Kayano, quien cometió seppuku, ya que al querer participar en la venganza no le fue permitido por su familia. A la entrada del templo se encuentra una estatua de Oishi y los 47 nombres de los guerreros.
El asesinato de Kira puso al gobierno en una difícil situación. Después de todo, los sobrevivientes que ahora aguardaban su destino habían vivido bajo los estándares de lealtad esperados de un verdadero samurái y los ideales promulgados por hombres como Yamaga Soko. 

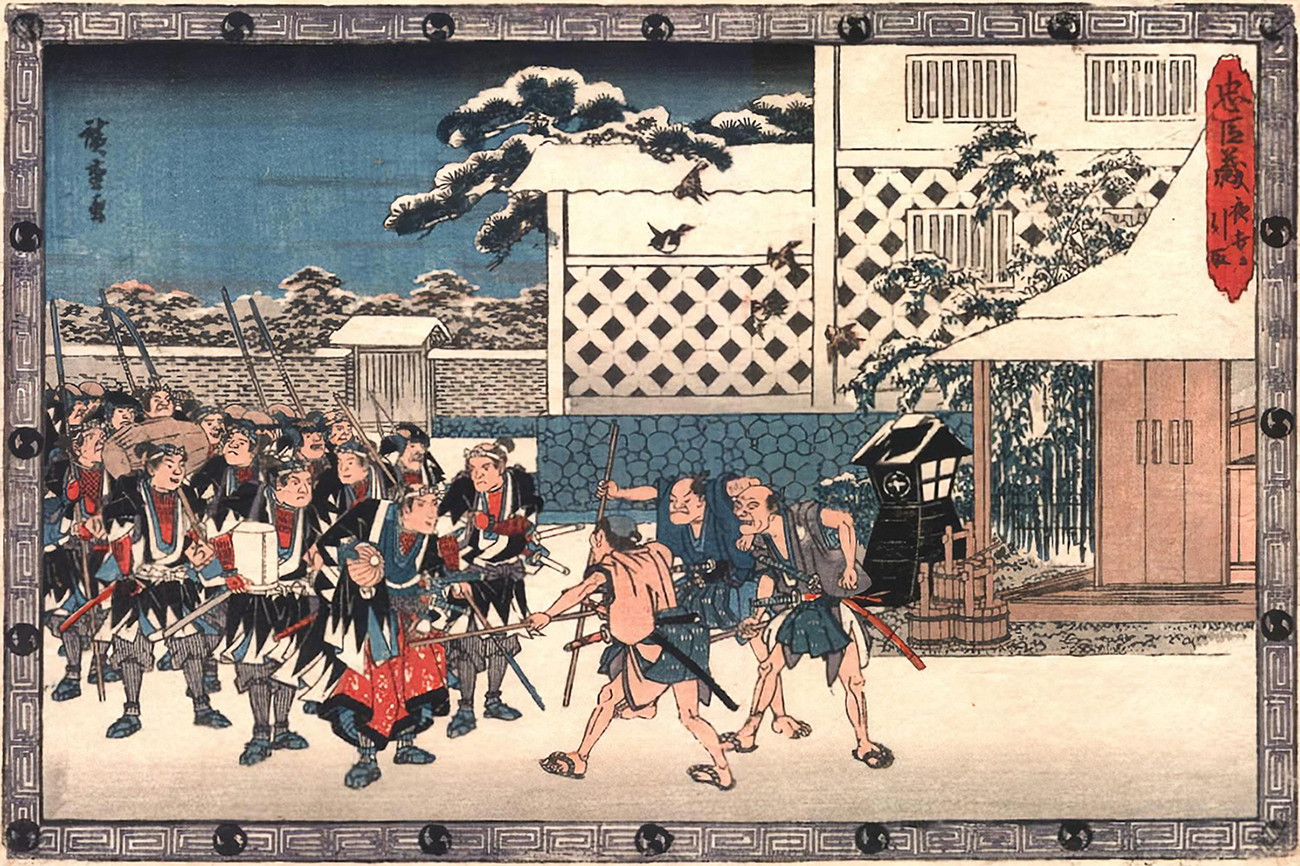
En el regreso a Sengaku-ji, los rōnin se detuvieron en la calle, ya que fueron invitados a un refrigerio.

 Adicionalmente, la decisión de ordenar el seppuku de Asano y confiscar sus dominios sin tomar acciones contra Kira no fue popular (al menos uno de los o-metsuke fue destituido por protestar contra el veredicto). Sin embargo, el bakufu decidió que mantener el orden era lo más importante, y así los rōnin fueron sentenciados a cometer seppuku, a sugerencia del famoso erudito confucionista Ogyu Sorai. Los rōnin fueron custodiados en grupos de cuatro por diferentes daimyō, mas cuando murieron, fueron enterrados juntos en el Sengakuji. Se dice que el samurái de Satsuma que escupió a Oishi vino al templo y también cometió seppuku para enmendar sus errores.
La venganza de los 47 rōnin continuó esparciendo controversia durante el periodo Edo. Unos opinaban que esperaron demasiado para ello, pues Kira corría riesgo de morir (tenía 60 años de edad) y sus esfuerzos serían vanos; esta era la visión de Yamamoto Tsunetomo, el autor del Hagakure. El erudito confucionista Sato Naotaka los criticó por tomar acción, puesto que la sentencia del shōgun debía dar por sentado el asunto. Él estaba de acuerdo con Yamamoto en que debieron cometer seppuku en el Sengakuji una vez consumada la venganza, puesto que como no lo hicieron, abrieron una ventana al perdón y continuar viviendo, algo deshonroso, con respecto a sus crímenes. También reservó sus más duras palabras para Kira, a quien llamó cobarde y cuya precipitación en el asunto causó tantas muertes. 
Otros no compartían tales visiones. Asami Yasuda los defendió y Chikamatsu escribió una favorable obra de teatro que se convirtió en un clásico. Al final, los 47 rōnin se convirtieron en leyenda; el Sengakuji es un lugar muy visitado aún y un lugar para modernos admiradores de lo que fue uno de los mejores ejemplos de lealtad samurái que emergió en el periodo Edo.

## Los 47rōninen la actualidad

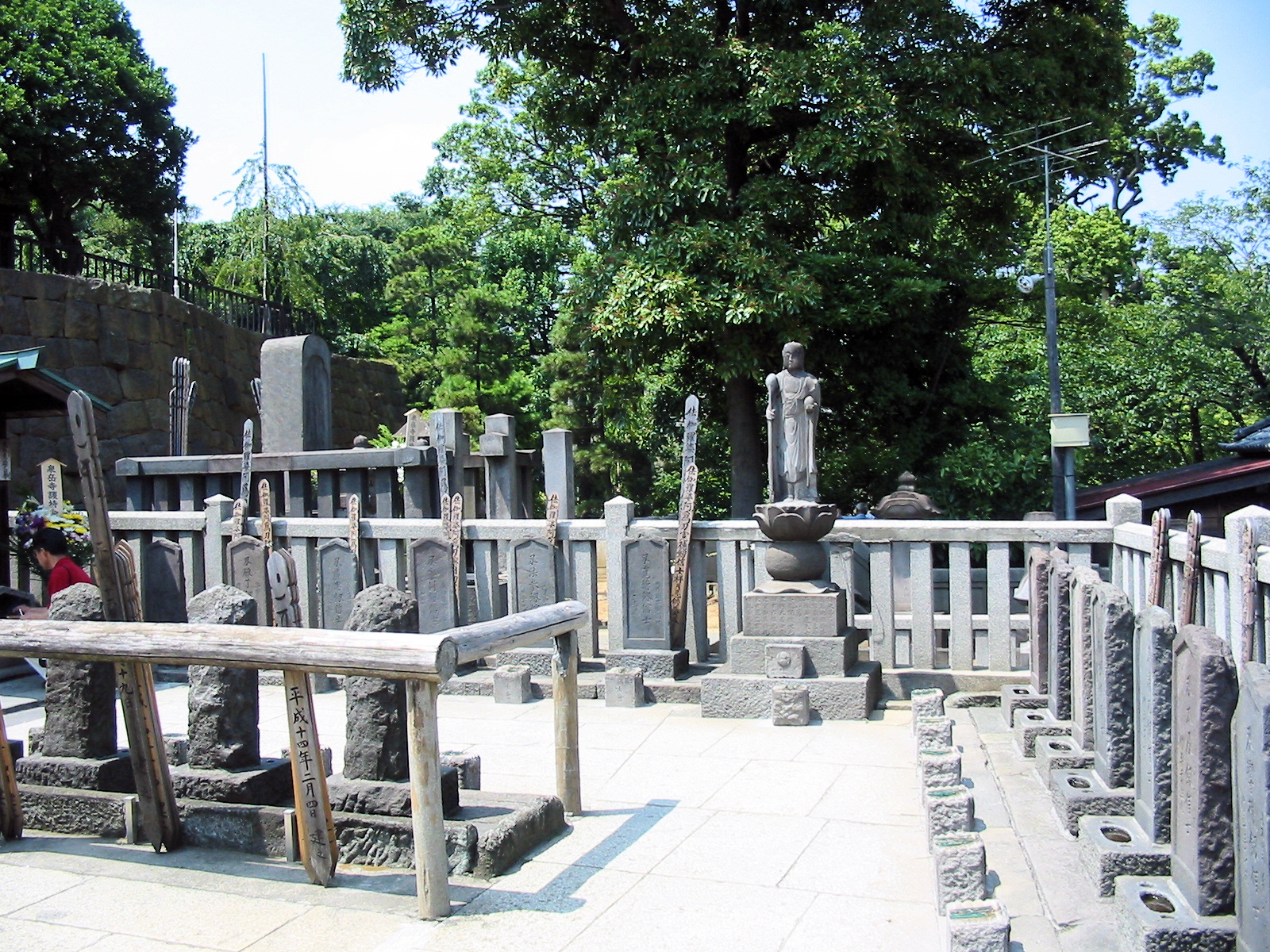
Las lápidas en la actualidad.

En Sengaku-ji se encuentran las tumbas de los 47 rōnin condenados al seppuku y dos más en memoria de Terasaka Kichiemon y Kayano Sanpei. Kayano deseaba fuertemente tomar parte en la venganza pero cometió seppuku antes del ataque debido a la fuerte oposición de su familia.
La venganza de los Ako Gishi ha sido representada en varias películas, y es ahora comúnmente conocida como Chu-shin-gura (La historia de los leales samuráis). Esta es una historia popular, que todavía toca el corazón de los japoneses después de 300 años. La caballerosidad de los sirvientes fieles, y los temas de Gi (justicia) y Chu (lealtad) están todavía altamente estimados por los japoneses.
Hoy en día se pueden visitar las tumbas de Asano y de los 47 rōnin en el templo Sengaku, en Tokio, donde los japoneses siguen venerando su memoria, poniéndoles incienso y celebrando un festival en el aniversario de su muerte.

## Adaptaciones de la historia en la literatura en español
El escritor argentino Jorge Luis Borges escribió un relato en el que adapta la historia de los 47 rōnin: «El incivil maestro de ceremonias Kotsuké no Suké». El relato apareció en el primer volumen de cuentos publicado por Borges, Historia universal de la infamia, en 1935. Borges recoge los principales datos de la historia de los 47 rōnin con bastante fidelidad y añade observaciones o apreciaciones con las que subraya las cuestiones que le interesaron en esta historia japonesa tradicional: la presencia de la maldad, la traición, la lealtad, el valor, el honor.

## Adaptación cinematográfica
En 1941 se estrenó la película Los cuarenta y siete samuráis o Los leales 47 Ronin, dirigida por Kenji Mizoguchi, que recrea en formato de cine histórico de aventuras la historia de los 47 rōnin.
El filme más conocido sobre esta hazaña es Chushingura -historia de flor, historia de nieve, de Hiroshi Inagaki (1962), con Toshiro Mifune, Daisuke Katō y Setsuko Hara, la última película que hizo en su vida antes de retirase del cine, y casi de la vida, y recluirse en su casa en Kamakura.
En 2013 se estrenó al público la película estadounidense 47 Ronin, dirigida por Carl Rinsch, que ilustra esta historia japonesa con el protagonismo del actor Keanu Reeves, quien encabeza el reparto en el papel de Kai, un mestizo que se une a Kuranosuke Oishi (Hiroyuki Sanada), líder de los 47 Ronin. Juntos intentarán vengarse del traidor que mató a su señor y les condenó al destierro. Para restituir el honor a su tierra natal, los guerreros se lanzan a una búsqueda plagada de duras pruebas capaces de destruir a cualquier otro.
En 2015 se realizó la cinta Last Knights, dirigida por Kazuaki Kiriya y escrita por Michael Konyves y Dove Sussman, la cual está basada en esta historia. La película sigue al comandante Raiden (Clive Owen) y a sus hombres, quienes secretamente planean una forma de vengar la muerte de su señor Bartok (Morgan Freeman), que fue condenado a muerte por traición a la corona después de que este se defendiera de las humillaciones del ministro Geza Mott.

## Adaptación musical
En noviembre de 2020, el dj y productor madrileño conocido con el nombre artístico de Unkle Fon (Manuel Cano) lanza un álbum de cuatro canciones del género musical techno llamado 47 Ronin, en referencia a la leyenda de los 47 rōnin. Publica el lanzamiento el sello discográfico Koryu Budo Records. Una de las cuatro canciones tiene el mismo nombre que el álbum, 47 Ronin.